# Antoni Wójcicki
Antoni Wójcicki ps. Trębacz (ur. 18 listopada 1923 w Józefowie, zm. 6 lutego 2017 w Poznaniu) – polski historyk, nauczyciel, działacz społeczny, żołnierz Armii Krajowej i Ludowego Wojska Polskiego. Oficer Orderu Odrodzenia Polski. Uczeń prof. Janusza Pajewskiego (1907–2003).

## Życiorys
W Józefowie ukończył szkołę podstawową, a w 1936 rozpoczął naukę w szkole średniej. W kampanii wrześniowej wziął udział jako harcerz. Podczas okupacji niemieckiej prowadził tajne nauczanie. W 1940 próbował przedostać się do Francji - bezskutecznie. Ukończył szkołę podchorążych Armii Krajowej. Walczył pod Zofiopolem i Opolem Lubelskim (15 Pułk Piechoty "Wilków" AK). 
W 1944 znalazł się w Lublinie. Skierowany został do Oficerskiej Szkoły Saperów w Przemyślu. Po wojnie 4. Brygadę Saperów, gdzie służył, przeniesiono z Wrocławia do Poznania. Rozpoczął (jako wojskowy) studia historyczne na Uniwersytecie Poznańskim. Doktoryzował się w 1952 (praca pod kierunkiem Janusza Pajewskiego na temat historii tzw. Kraju Warty). Był asystentem profesora Władysława Kowalenki. 
Po zakończeniu studiów został dyrektorem poznańskiego Technikum Chemicznego. W latach 1964–1983 był pierwszym dyrektorem XI Liceum Ogólnokształcące w Poznaniu. Od 1968 związał się z ruchem muzycznym "Pro Sinfonika". Działał też w Towarzystwie Łączności w Polonią. Wydał zbiór "Polskie pieśni i piosenki". Był autorem podręcznika "Historia Polski. Część 1 - do roku 1815", oraz "Historia Polski. Część 2 - do roku 1945".

## Odznaczenia
- Krzyż Oficerski Orderu Odrodzenia Polski[2]
- Krzyż Kawalerski Orderu Odrodzenia Polski[2]
- Złoty Krzyż Zasługi[2]